# Centaurea fuscomarginata
Centaurea fuscomarginata — вид рослин із родини айстрових (Asteraceae).

## Біоморфологічна характеристика
Це густо-біло-повстяна багаторічна рослина 10–40 см заввишки. Листки довгасто-ланцетні. Кошиків на стеблі 1–2, великі. Крайові квітки дуже збільшені, сині; серединні — фіолетові.

## Середовище проживання
Зростає у Криму (Україна) й на Північному Кавказі (Росія).
В Україні зростає на кам'янистих схилах гір, осипах, субальпійських луках — у Криму, переважно на яйлах і прилеглих до них схилах гір.